# Aguilar de la Frontera (kommun i Spanien)
Aguilar de la Frontera är en kommun i Spanien.   Den ligger i provinsen Province of Córdoba och regionen Andalusien, i den södra delen av landet, 300 km söder om huvudstaden Madrid. Antalet invånare är 13 701.